# وانگ وینگ

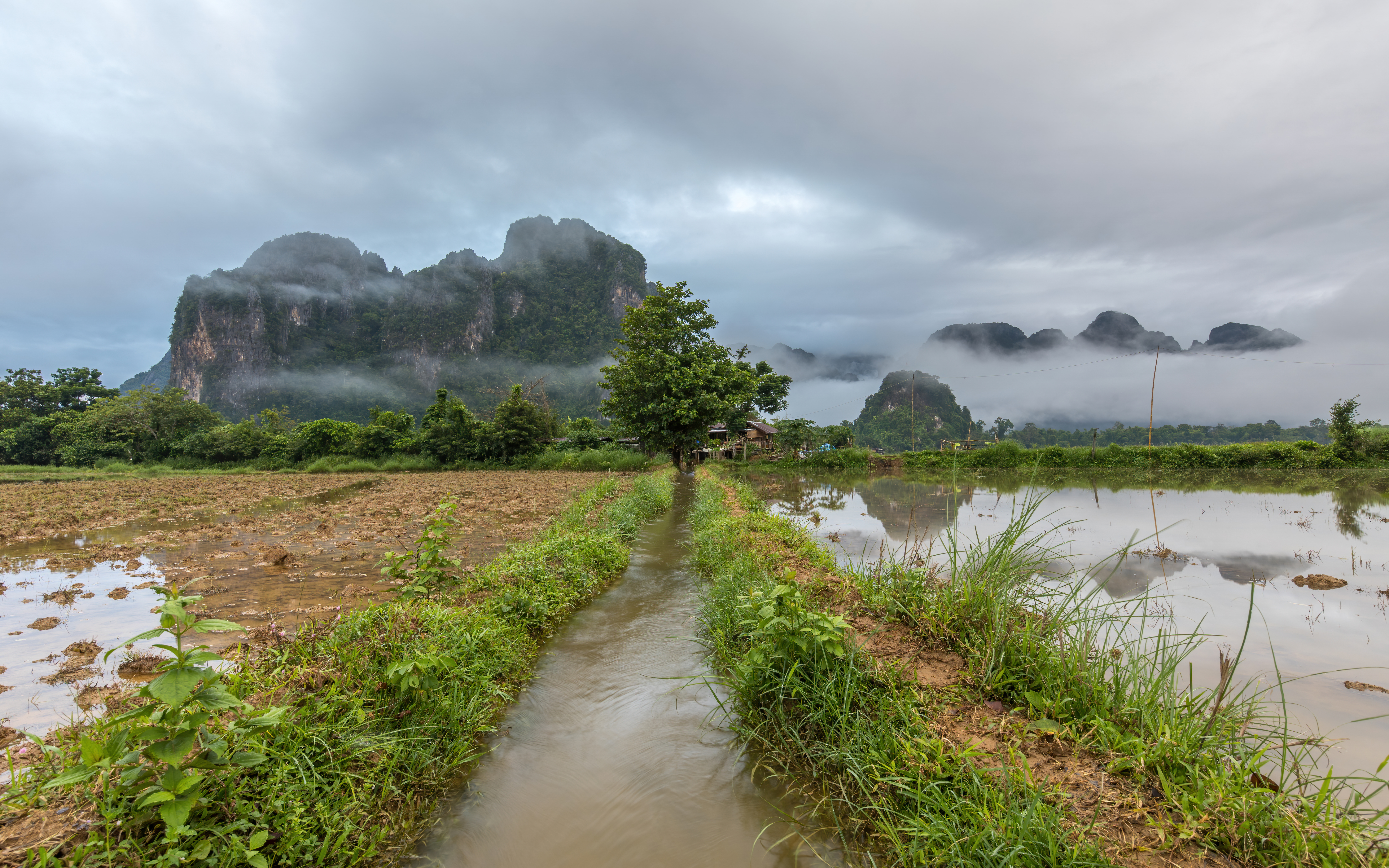
نگاره‌ای از طبیعت ونگ وینگ، لائوس.

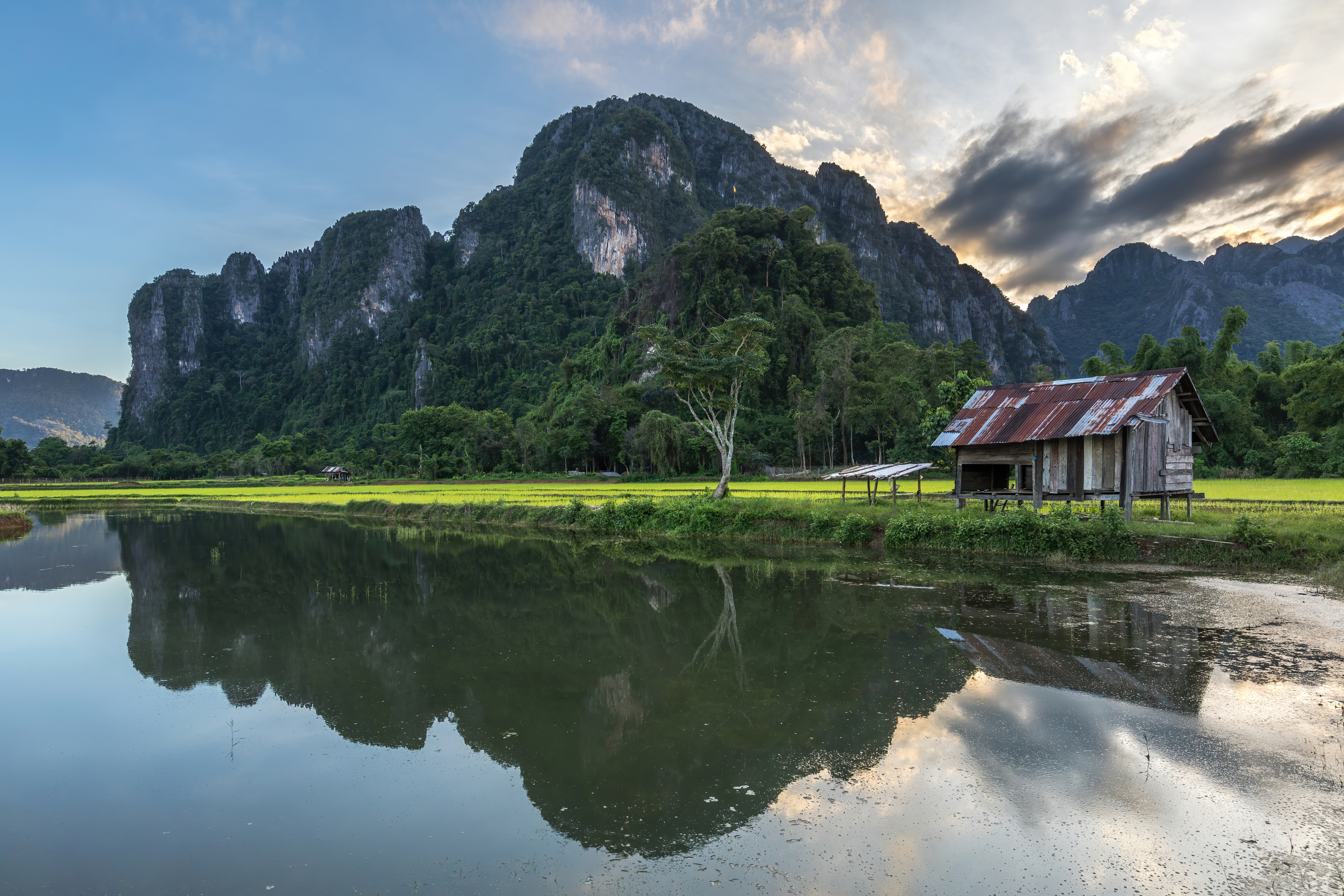
نگاره‌ای از انعکاس آب از کوه‌های کارستی در حومهٔ وانگ وینگ.

ونگ وینگ (به لاتین: Vang Vieng) یک سکونتگاه مسکونی در لائوس است که در استان وینتیان واقع شده‌است.

## خصوصیات
ونگ وینگ ۲۵٬۰۰۰ نفر جمعیت دارد.